# Piriqueta rosea
Piriqueta rosea är en passionsblomsväxtart som först beskrevs av Jacques Cambessèdes, och fick sitt nu gällande namn av Ignatz Urban. Piriqueta rosea ingår i släktet Piriqueta och familjen passionsblomsväxter. Inga underarter finns listade i Catalogue of Life.